# Vrijmetselarij in Frankrijk

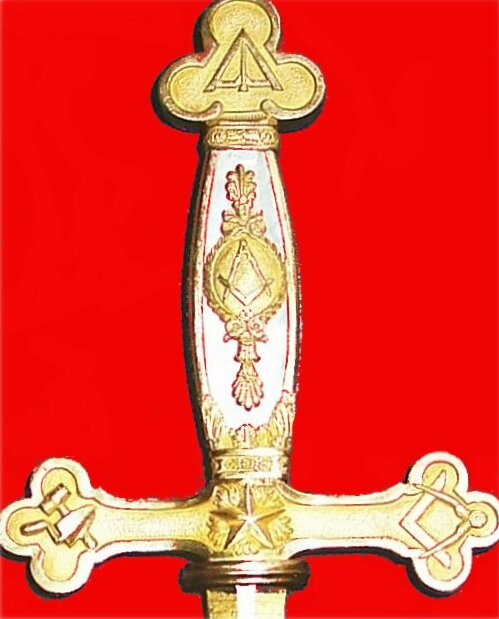
Masonic symbols
on Lafayette sword.

## Geschiedenis van de vrijmetselarij op Franse bodem

### Van loges naar grootloge
De vrijmetselarij ontstond in Engeland en is na de oprichting van de United Grand Lodge of England (U.G.L.E) zeer snel overgewaaid naar het Europese continent, in de eerste plaats naar de Franse hoofdstad Parijs.
De vrijmetselaarsloges op Franse bodem verenigden zich in 1728 onder impuls van de Hertog van Warton, voormalig Grootmeester van de Grande Lodge of London en zo ontstond  de Grande Loge de France. De Hertog van Antin wordt eerste grootmeester in 1738. In 1771 telt de grootloge 41 loges in Parijs, 169 loges in het Franse hinterland, 11 loges in Franse kolonies, 5 in het buitenland en 31 mobiele, militaire loges. De grootloge werd erkend door de U.G.L.E.

### Diversiteit van grootloges
In 1773 komt het tot een intern conflict en wordt de grootloge opgeheven. Nadat de stof is neergedaald ontstaat in datzelfde jaar de Grand Orient de France en de Grande Loge Nationale. Deze laatste staat ook bekend onder de benaming Grande Loge de Clermont. De erkenning door de U.G.L.E. gaat over op de Grand Oriënt de France.
1789 breekt de Franse Revolutie uit. De Franse revolutionairen willen slechts één obediëntie toelaten op Franse bodem, onder controle van de overheid. Tien jaar later komt het dan ook tot een fusiepoging tussen de twee grootloges. In feite komt dit neer op een opslorping van de Grande Loge Nationale door de Grand Oriënt de France en het einde van de Grande Loge Nationale.
Verschillende vrijmetselaars die behoorden tot de Grande Loge Nationale zijn hiermee niet akkoord, en gaan hun eigen weg verder. Ze richten hun eigen loge op, de Loge Mére Écossaisse de France, ook wel Loge Saint-Alexandre d'Écosse genoemd. Deze vormt zich in 1804 om tot Grande Loge Génerale Écossaise de France. Frankrijk telt opnieuw twee obediënties. Tegelijkertijd wordt de Suprême Counseil de France pour le Rite Écossais Ancien et Accepté voor de hogere graden, die werkt met de Aloude en Aangenomen Schotse Ritus (A.A.S.R.), opgericht. Deze obediënties blijven echter in de schaduw van de Grand Oriënt de France werken.
Nog in datzelfde jaar zal ook de Grand Orient de France zich de werking van deze hogere gradenvrijmetselarij aantrekken en in concurrentie treden met de Suprême Counseil de France. Dit leidt tot een conflict, dat in 1805 voorlopig wordt opgelost door een compromis. De Grand Oriënt de France zal, naast de drie basisgraden, ook jurisdictie uitoefenen over de 4e tot en met de 18e graad van de Aloude en Aanvaarde Schotse Ritus. Aan de andere kant zal de Grande Loge Génerale Écossaise verder in de drie basisgraden blijven werken en zal de Suprême Counseil de France de jurisdictie voeren over de 19e tot en met de 33e graad van de A.A.S.R.
Deze compromisoplossing blijft bestaan tot in 1815. In dat jaar richt de Grand Oriënt de France haar eigen, alternatieve Opperraad of Suprême Counseil op voor alle hogere graden van de A.A.S.R. Hierdoor staakt de Suprême Counseil de France haar activiteiten tot in 1821. In dat jaar hervat deze obediëntie haar activiteiten, en wil ook in de drie basisgraden opereren . Onder haar impuls wordt er een derde nationale obediëntie opgericht, de Grande Loge Centrale.
Omdat een zevental loges deze obediëntie niet republikeins genoeg vinden, splitsen deze zich af en wordt in 1848 een vierde obediënte opgericht, de Grande Loge Nationale de France. Deze grootloge wordt echter verboden door de Franse overheid in 1851.
In 1877 schrapt de Grand Oriënt de France de verplichting om te geloven in het bestaan van God en de onsterfelijkheid van de ziel uit haar statuten.
In 1881 wil de loge Les Libres Penseurs Oriënt du Pecq vrouwen initiëren. Dit wordt geweigerd door het bestuur van Grande Loge Symbolique Écossaise, die voorheen van naam was veranderd. Hierop treedt de loge uit en besluit op 14 januari 1882 Maria Deraismes te initiëren.
Na haar initiatie besluit Maria Deraismes om samen met Georges Martin na te denken over een hervorming van de vrijmetselarij, die ook vrouwen zou toelaten lid te worden. Dit resulteert in de oprichting in 1893 van een nieuwe irreguliere en gemengde obediëntie, de Grande Loge Symbolique Écossaise Le Droit Humain. Deze loge zou internationaal opereren, en naast de drie basisgraden ook werken in de hogere graden van de A.A.S.R. Ze behoort tot de uitgesproken liberale of vrijzinnige vrijmetselarij. In 1899 verandert ze haar naam in Ordre Maçonnique Mixte International Le Droit Humain
Vanaf 1901 ontstaan er in de schoot van de Grande Loge de France adoptieloges, die toegankelijk zijn voor mannen en vrouwen. Ook andere obediënties vormen adoptieloges.

### Scharnierjaar 1913
In 1894 veranderd de Grande Loge Centrale haar naam. Ze kiest de historische naam van Grande Loge de France en een toenaderingspoging tot de Grande Loge Symbolique Écossaise. Dit proces leidt uiteindelijk tot een fusie van beide obediënties in 1913.
In 1913 verliest de Grand Oriënt de France haar erkenning als reguliere obediëntie door de United Grand Lodge of England. Dit is het gevolg van een lang proces, dat begon met het schrappen van het verbod op politieke discussies en stemmingen in de tempel, het verwijderen van de bijbel uit de werkplaatsen en het schrappen van elke referentie naar de Opperbouwmeester van het Heelal.
Als gevolg hiervan splitsen een aantal loges en vrijmetselaars zich af en richten onder de naam Grande Loge Indépendante et Régulière een reguliere obediëntie op, die erkend wordt door de U.G.L.E. Alle andere Franse obediënties worden zien deze grootloge echter als een ongewenste Angelsaksische invloed op de Franse vrijmetselarij en de grootloge wordt dan ook gemeden. Zo goed als geen contacten met de andere obediënties in Frankrijk worden onderhouden.
Vanaf dat moment kent de Franse vrijmetselarij drie tradities. Een kleine minderheid werd volledig regulier en wordt erkend door de Engelse moederloge, in casu de Grande Loge Indépendante et Régulière. De grootste groep is irregulier en uitgesproken vrijzinnig, in casu de Grand Oriënt de France en veelal gemengde obediënties. Ten slotte een middengroep die semi-regulier werken maar toch aansluiting vinden bij het republikeinse en vrijzinnige geest, in casu de Grande Loge de France en aanverwante obediënties.
In 1913 splitsen een aantal loges zich af van Le Droit Humain, omdat ze de structuur van deze obediëntie te centralistisch vinden, en richten een nieuwe koepel op, de Grande Loge Mixte de France.
In 1935 krijgen de adoptieloges die afhangen van de Grande Loge de France bestuurlijke onafhankelijkheid. Dit leidt in 1945 tot de vorming van een onafhankelijke obediëntie de Union Maçonnique Féminine de France.

### Na de Tweede Wereldoorlog
In 1948 verandert de Grande Loge Indépendante et Régulière van naam en neemt de historische naam Grande Loge Nationale Française aan.
In 1952 verandert de Union Maçonnique Féminine de France haar naam in Grand Loge Féminine de France.
De uitsluiting van de Grand Loge Nationale Française bevalt echter niet iedereen even goed. In 1959 splitsen een aantal loges en vrijmetselaars af van de Grande Loge Nationale Française en vormen een nieuwe obediëntie, de Grande Loge Nationale Française Opéra. Zij zoeken een middenweg tussen de Engelse regulariteit en de Franse vrijzinnigheid als semi-reguliere obediëntie.
In 1965 sluit een grote groep loges en vrijmetselaars, afkomstig uit de Grande Loge de France zich aan bij de Grande Loge Nationale Française, in een wens aansluiting bij de regulariteit te vinden.
In 1968 splitsen de loges Jean-Théophile Désaguliers, James Anderson en Fidélité zich af van de Grande Loge Nationale Française Opera en vormen een eigen semi-reguliere obediëntie, de Loge Nationale Française.
In 1973 splitsen een aantal loges en vrijmetselaars zich af van Le Droit Humain, omdat ze de structuur van de koepoel te centralistisch vinden. La Grande Loge Mixte Universelle is geboren.
In 1975 ontstaat er een interne splitsing tussen twee stromingen binnen de Loge Nationale Française, een stroming die in Parijs in meer theïstische zin werkt, en een stroming die in Rijsel in meer humane zin werkt. Uit deze laatste groepering ontstaat in 1976 de Grand Loge Indépendante et Souveraine des Rites Unis voor de basisgraden en de Ordre Maçonnique Universelle Humanitas pour les pays de langue Française, een gemengde irreguliere obediëntie voor de hogere graden.
In 1982 hernoemt de Grande Loge Nationale Française Opéra zichzelf tot Grande Loge Traditionnelle et Symbolique Opéra.
In 1999 richten de Grande Loge de France en de Grande Loge Traditionnelle et Symbolique Opéra samen het internationale samenwerkingsverband voor vrijmetselaarsobediënties, Conféderation des Grandes Loges Unies d'Europe op.

## Obediënties

### Symbolische graden
Er opereren minstens eenentwintig obediënties op Franse bodem die met de drie klassieke graden van leerling, gezel en meester werken, namelijk:
- irreguliere obediënties:
  - de Grand Orient de France (G.O.d.F.) (1738/1773): 1.250 loges en 52.200 vrijmetselaars (2016), waaronder 1 Amsterdamse loge, Saint Napoleon (1810/2017)
  - de Franse federatie van de Ordre Maçonnique Mixte International Le Droit Humain (D.H.) (1893): 550 loges en 15.000 vrijmetselaars (2004)
  - de Grande Loge Féminine de France (G.L.F.F.) (1945): 351 loges en 11.500 vrijmetselaars (2005)
  - de Grande Loge Française de Memphis-Misraim (G.L.F.M.M.) (1960): 21 loges en 300 vrijmetselaars (2004)
  - de Grande Loge Féminine de Memphis-Misraim (G.L.F.M.M.) (1965): 24 loges en 900 vrijmetselaars (2004)
  - de Grande Loge Mixte Universelle (G.L.M.U.) (1973): 57 loges en 1.050 vrijmetselaars (2005)
  - de Ordre Initiatique et Traditionnel de l'Art Royal (O.I.T.A.R.) (1974): 75 loges en 930 vrijmetselaars (2005)
  - de Grand Loge Indépendante et Souveraine des Rites Unis (G.L.I.S.R.U.) (1976): 22 loges en 300 vrijmetselaars (2005)
  - de Grande Loge Mixte de France (G.L.M.F.) (1982): 105 loges en 2.100 vrijmetselaars (2005)
  - de Grande Loge Mixte de Memphis-Misraim (G.L.M.M.M.) (2000): ...
  - de Grande Loge Mondiale de Misraïm (G.L.M.M.) (2004): ...
  - de Ordre Hermétique du Rite de Memphis-Misraïm (...) (XXXX): ...
  - de Conseil National de France - Voie Masculine - de l'Ordre international de Memphis Misraïm (C.N.F.V.M.O.I.M.M.) (2006): 5 loges en ... vrijmetselaars (2008)
- semi-reguliere obediënties:
  - de Grande Loge de France (G.L.d.F.) (1738/1894): 753 loges en 26.300 vrijmetselaars (2006)
  - de Grande Loge Traditionnelle et Symbolique Opéra (G.L.T.S.O.) (1959): 179 loges en 3.300 vrijmetselaars (2005)
  - de Loge Nationale Française (L.N.F.) (1968): 25 loges en 300 vrijmetselaars (2005)
  - het Grand Devoir universel (G.D.U.) (1993): 3 loges en ... vrijmetselaars (2008)
  - de Grand Loge Traditionnelle et Moderne de France (G.L.T.M.F.) (2003): ...
  - de Grande Loge Œcuménique d'Orient et d'Occident: ...
  - de Grande Loge Régulière Française (G.L.R.F.): ...
  - de Grand Loge Unie Française (G.L.U.F.) (1994): 12 loges en 150 vrijmetselaars (2005)
  - de Grande Loge Symbolique de France (G.L.S.F.) (1998): ...
- reguliere obediëntie:
  - de Grande Loge Nationale Française (G.L.N.F.) (1913): 1.487 loges en 35.000 vrijmetselaars (2005)

### Hogere graden
Er opereren minstens tien obediënties op Franse bodem die werken in een hogere graden systeem.
- irreguliere obediënties:
  - het Grand Orient de France (G.O.d.F.) (1728/1773): A.A.S.R.
  - de Franse federatie van de Ordre Maçonnique Mixte International Le Droit Humain (1893): A.A.S.R.
  - de Grande Loge Française de Memphis-Misraim (G.L.F.M.M.) (1960): 21 loges en 300 vrijmetselaars (2004): O.P.R.M.M.
  - de Grande Loge Féminine de Memphis-Misraim (G.L.F.M.M.) (1965): 24 loges en 900 vrijmetselaars (2004) O.P.R.M.M.
  - de Ordre Initiatique et Traditionnel de l'Art Royal (O.I.T.A.R.) (1974): 75 loges en 930 vrijmetselaars (2005): O.P.R.M.M.
  - de Grand Loge Indépendante et Souveraine des Rites Unis (G.L.I.S.R.U.) (1976): 22 loges en 300 vrijmetselaars (2005)
- semi-irreguliere obediënties:
  - de Loge Nationale Française (L.N.F.) (1968): 25 loges en 300 vrijmetselaars (2005): ...
  - het Grand Prieuré des Gaules (G.P.G.) (1935-1958/2000): ...
  - het Grand prieuré écossais réformé et rectifié d'Occitanie (1995): ...
- reguliere obediënties:
  - de Grande Loge Nationale Française (G.L.N.F.) (1913): Koninklijk Gewelf